# Tiree
Tiree (Schots-Gaelisch: Tiriodh) is het meest westelijke eiland van de Binnen-Hebriden en valt bestuurlijk onder Argyll and Bute. Er wonen ongeveer 650 mensen. De hoofdplaats is Scarinish. De Gaelische naam betekent: "land van graan".
Tiree en Coll liggen ten westen van het Isle of Mull in de open Atlantische Oceaan en staan bekend om hun relatief grote aantal zon-uren, vooral in de voorzomer, vergeleken met de rest van Groot-Brittannië.

## Geografie
Tiree heeft een oppervlakte van 78 km² en is daarmee ongeveer even groot als Terschelling. Het hoogste punt is de Ben Hynish met 141 meter. Behalve Scarinish zijn er nog twee dorpjes, Hynish en Sandaig. Door de vruchtbare grond zijn er veel boerderijtjes. Daarnaast leeft men van visvangst en toerisme.

## Geschiedenis
Al in 1549 schreef Donald Munro, een hoge geestelijke op de Hebriden, dat Tiree een laaggelegen vruchtbaar eiland is, geheel bewoond en alle grond in gebruik en bemest en zeer geschikt om graan te verbouwen; dat er twee kerken zijn en een zoetwatermeer met een oud kasteel. Er kan gevist worden, op gevogelte gejaagd en er is een goede haven voor de scheepvaart op Schotland.

Rond het midden van de 18e eeuw was ongeveer de helft van het eiland in bezit van 14 boeren. In plaats van levend vee te exporteren gingen ze ertoe over om gezouten vlees in tonnen te verkopen wat meer opbracht. Door de lange reis naar de veemarkten zagen de dieren er bij aankomst minder goed uit wat de opbrengst drukte. De rest van het eiland werd verpacht aan 45 groepjes kleine coöperatieve boeren. De stroken land werden bij jaarlijkse loting aan hen toegewezen. In 1774 werd gezegd dat de bewoners goed gekleed en gevoed waren en over een overvloed aan koren en vee beschikten.

De naam Tiree is afgeleid van het Gaelic Tir Iodh en dateert uit de tijd van de 6e-eeuwse missionaris en abt St. Columba (†597). Tiree voorzag het klooster op het eiland Iona (ten zuidwesten van Tiree) van graan. Ook op Tiree hebben ooit enkele kloosters bestaan en op enkele plekken zijn nog stenen kruiszerken aanwezig.

Op Skerryvore, 19 km ten zuidwesten van Tiree, werd tussen 1838 en 1844 met de nodige problemen een vuurtoren gebouwd. Tijdens de Tweede Wereldoorlog werd een RAF-basis aangelegd die in 1947 Tiree Airport werd.

## Transport
De dagelijkse veerboot van Oban, Schotland naar Scarinish duurt 4 uur. Daarbij wordt ook het eiland Coll aangedaan en eenmaal per week is er een verbinding met Castlebay op Barra. In de winter zijn de diensten beperkter. Per vliegtuig is er een dagelijkse verbinding met Glasgow. Ook zijn er verbindingen met Coll en Oban.

Zoals op veel kleine eilanden zijn de wegen smal, met passeervakken in geval van tegemoetkomend of inhalend verkeer.

## Economie, cultuur en media
De bevolkingsomvang daalde van 770 in 2001 tot 653 in 2011, een afname met 15%. Op de Schotse eilanden als geheel groeide in deze periode de bevolking met 4%.
De bodem is geschikt voor landbouw die vooral wordt beoefend door kleine maar zelfstandige boeren ("crofting"). De vruchtbare graslanden worden op de Hebriden en Ierland "machairs" genoemd. Toerisme is een tweede inkomstenbron, windsurfen is populair. Surfclubs komen regelmatig op bezoek, onder andere van de universiteiten van Glasgow, Aberdeen en Edinburgh. Af en toe worden wedstrijden georganiseerd.

Kenmerkend is de inheemse bouwstijl van woningen, zoals de zwarte en witte huizen, vaak nog met rieten daken. Ook opvallend zijn huizen van natuursteen waarbij het tussenliggend cement wit is geschilderd.  
Rond 2011 sprak nog 38% van de bewoners Gaelic, in 2001 was dat nog 48%. Sinds 2010 wordt het jaarlijkse Tiree Music Festival gehouden.

## Klimaat
Zoals in heel West-Schotland is het klimaat maritiem (oceanisch) met koele zomers en zachte winters. De warmste maand is augustus met een gemiddeld dagmaximum van 16,4°C en een gemiddeld minimum van 11,4°C. De koudste maand is februari met een maximum van 7,7°C en een minimum van 3,1°C. Het hoogst gemeten maximum (sinds 1951) bedraagt 26,1°C en het laagste minimum -7,0°C. Dat niet juli en januari de warmste resp. koudste maand zijn, wordt veroorzaakt door de temperende invloed van de oceaan waardoor de temperatuur verder achterloopt op de zonnestand. De gemiddelde jaarlijkse neerslagsom bedraagt 1.255 mm. De natste maanden zijn oktober t/m januari met meer dan 130 mm per maand. De droogste maanden zijn mei en juni met 60 en 65 mm. Het aantal zonuren is met 1.477 ongeveer 100 lager dan in Nederland. De zonnigste maand is mei met 239 uur, december is het somberst met 36 uur.

## Afbeeldingen

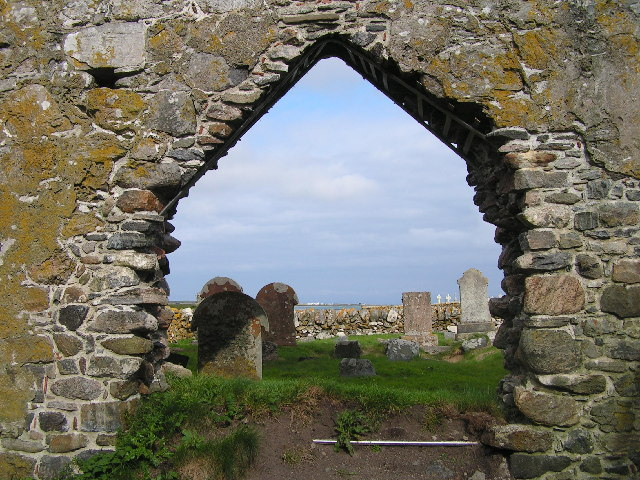
Ruïne van kapel
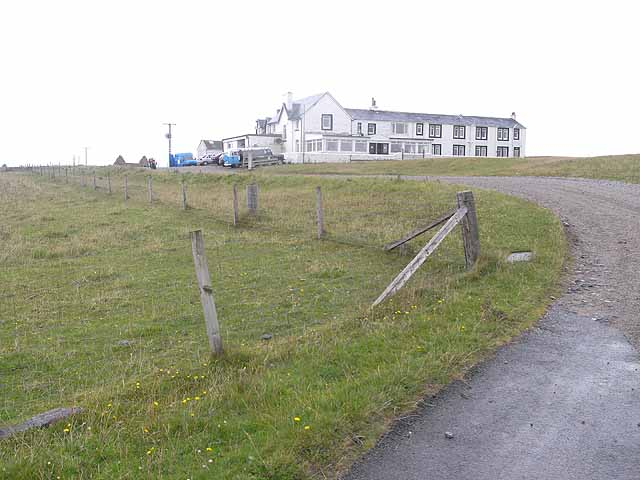
Hotel bij Gott Bay
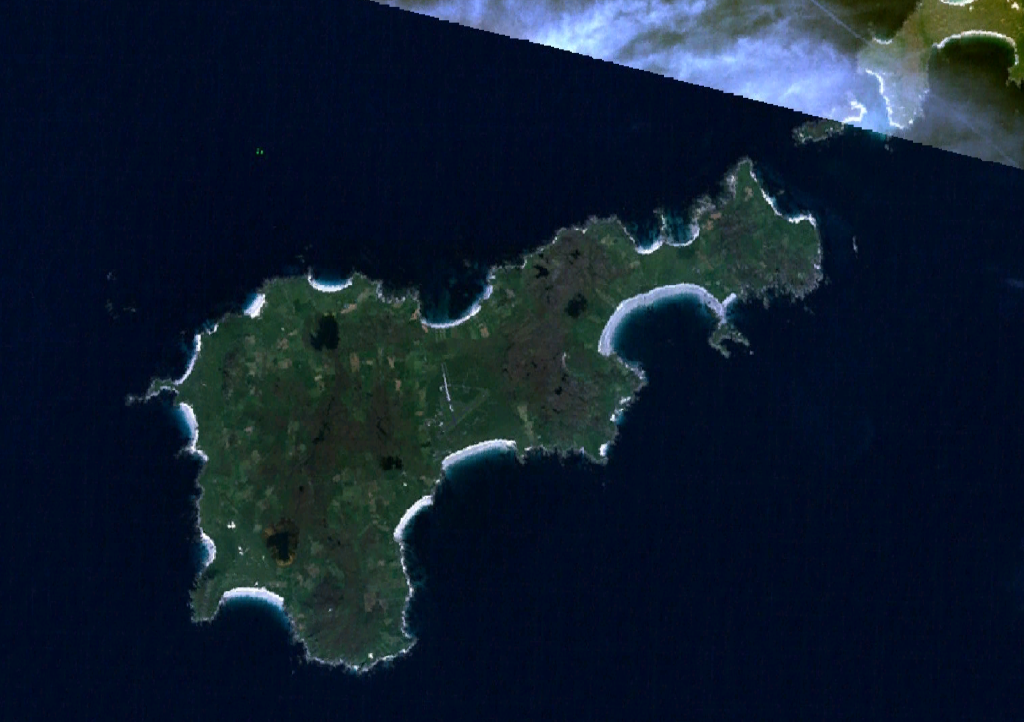
Satellietfoto
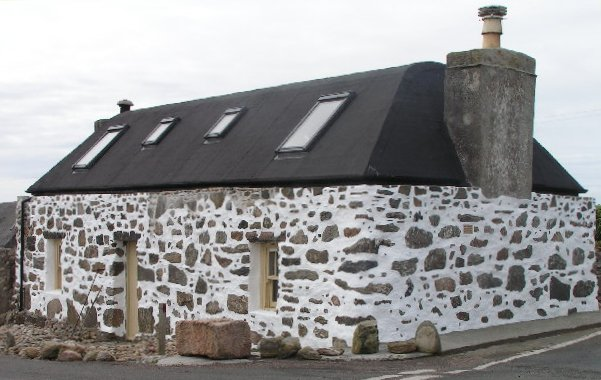
Natuursteen met witgeschilderd cement
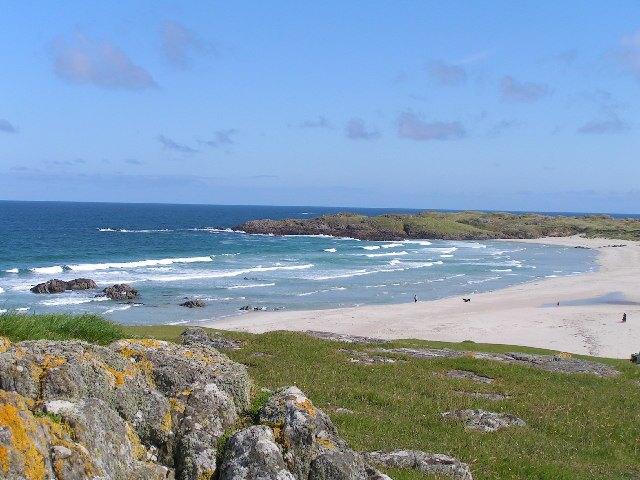
Traigh Bail
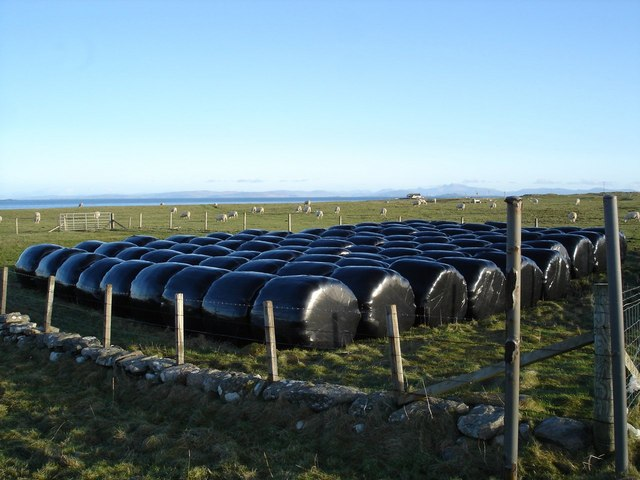
Kuilvoer, schapen
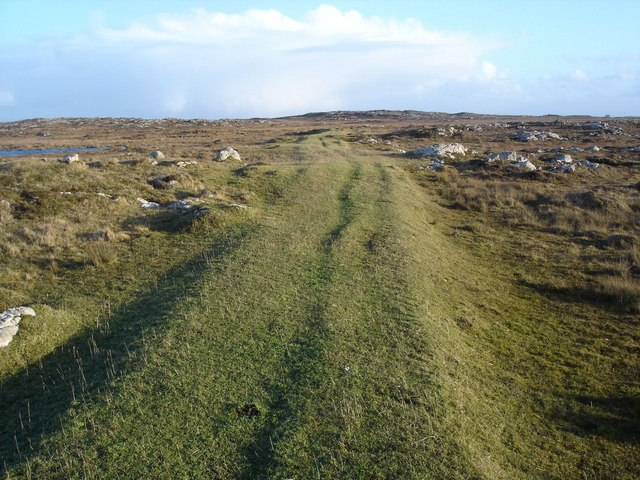
Pad naar Gott
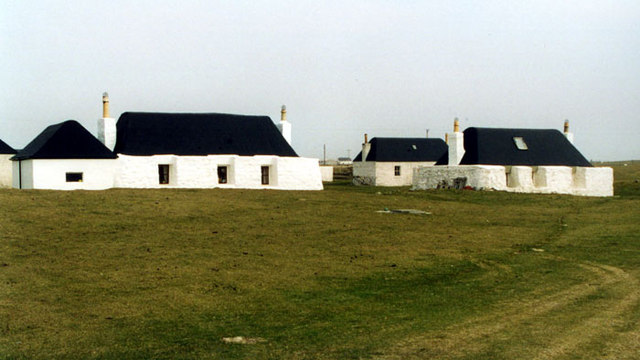
Lokale bouwstijl